# Tchernovo (kraï de Transbaïkalie)
Tchernovo (en russe : Черново) est un village russe du raïon de Tchita du kraï de Transbaïkalie, en Sibérie. Il fait partie de l'établissement rural de Kolotchnoïe, et sa population s'élevait à 276 habitants au recensement de 2021.

## Géographie
Le village de Tchernovo se situe dans le kraï de Transbaïkalie, un kraï situé en Transbaïkalie, région de Sibérie orientale, en Russie. Il fait partie du district fédéral extrême-oriental. Le village fait partie du raïon de Tchita, un raïon du kraï, avec Tchita comme centre administratif. Il fait partie de l'établissement rural de Kolotchnoïe, une municipalité, avec le village de Kolotchnoïe 2e comme chef-lieu,.
Le fuseau horaire du village est MSK+6 (heure de Iakoutsk). Le décalage horaire appliqué par rapport au temps universel coordonné est +09:00.

## Histoire
Le village a été fondé en 1671.

## Démographie
Recensements (*) et estimations de la population,,:
| 2002 * | 2010* | 2021* | - |
| ------ | ----- | ----- | - |
| 271    | 277   | 276   | - |